# Santa Lucia di Serino
Santa Lucia di Serino é uma comuna italiana da região da Campania, província de Avellino, com cerca de 1.516 habitantes. Estende-se por uma área de 3 km², tendo uma densidade populacional de 505 hab/km². Faz fronteira com San Michele di Serino, Santo Stefano del Sole, Serino.

## Demografia
| Variação demográfica do município entre 1861 e 2011                               |
|                                                                                   |
| Fonte: Istituto Nazionale di Statistica (ISTAT) - Elaboração gráfica da Wikipedia |